# Корнет, Юлиус
Юлиус Корнет (нем. Julius Cornet; 1793—1860) — австрийский оперный певец и композитор. Основной его труд — «Опера в Германии и театр нового времени» (нем. «Die Oper in Deutschland u. das Theater der Neuzeit».

## Биография
Юлиус Корнет в детстве пел в церковном хоре. Позже, вопреки воле отца, который желал видеть сына священнослужителем, стал изучать в Вене юридические науки. Параллельно учёбе он брал уроки пения у Антонио Сальери и позже дебютировал в Италии.
После возвращения в Австрию Юлиус пел в опере города Граца, затем в оперных театрах Брауншвейга и Гамбурга. В 1841 году Корнет был назначен вице-директором городского театра Гамбурга и занимал эту должность в течение одного года, потом руководил венским Кернтнертор-театром. Последним местом его работы был Виктория-театр (Victoria-Theaters) в Берлине.

## Оперные партии
- Мазаньелло — Немая из Портичи (La muette de Portici), композитор Даниэль Франсуа Эспри Обер
- Джордж Браун — Белая дама (La Dame blanche), композитор Франсуа Адриен Буальдьё
- Маурер — Маурер и Шлоссер (Maurer und Schlosser), композитор Даниэль Франсуа Эспри Обер
- Фра Дьяволо — Фра Дьяволо (Fra Diavolo), композитор Даниэль Франсуа Эспри Обер
- Бельмонт — Похищение из сераля (Die Entführung aus dem Serail), композитор Вольфганг Амадей Моцарт
- Цампа — Цампа, или Мраморная невеста (Zampa ou la fiancée de marbre), Фердинанд Гарольд

## Произведения
- «Опера в Германии и театр нового времени» (нем. «Die Oper in Deutschland u. das Theater der Neuzeit»; Гамбург, 1849)